# 織田秀成
織田秀成（？—1574年），是日本戰國時代武將大名，信秀九子（一說八子），信長的弟弟。幼名彥七郎，半左衛門。別名津田信成。
秀成很早就跟從兄長信長在各地參戰，天正2年（1574年）在和長島一向一揆戰鬥時奮勇作戰，但因兄長信長違反講和內容而遭一揆眾追討，秀成不幸遇害。